# Аспро
А́спро (греч. Άσπρο) — необитаемый остров в архипелаге Киклады в Греции. Находится к юго-востоку от острова Сирос. Входит в общину (дим) Сирос — Эрмуполис в периферийной единице Сирос в периферии Южные Эгейские острова.

## Население
| Год  | Население, человек |
| ---- | ------------------ |
| 1991 | 0                  |
| 2001 | 0                  |
| 2011 | 0                  |